# Изотопы углерода
Изото́пы углеро́да — разновидности атомов (и ядер) химического элемента углерода, имеющие разное содержание нейтронов в ядре. Углерод имеет два стабильных изотопа — 12C и 13C. Содержание этих изотопов в природном углероде равно соответственно 98,93 % и 1,07 %. Известны также 13 радиоактивных изотопов углерода (от 8C до 22C), из которых один — 14C — встречается в природе (его содержание в атмосферном углероде около 10−12). Изомерные состояния неизвестны. Углерод — лёгкий элемент, и его изотопы значительно различаются по массе, а значит и по физическим свойствам, поэтому во многих природных процессах происходит их разделение (фракционирование). Самым долгоживущим радиоизотопом является 14C с периодом полураспада 5700 лет.

## Таблица изотопов углерода
| Символ нуклида | Z(p)                | N(n)                | Масса изотопа (а. е. м.) | Период полураспада (T1/2)     | Канал распада    | Продукт распада | Спин и чётность ядра | Распространённость изотопа в природе | Диапазон изменения изотопной распространённости в природе |
| Символ нуклида | Энергия возбуждения | Энергия возбуждения | Энергия возбуждения      | Период полураспада (T1/2)     | Канал распада    | Продукт распада | Спин и чётность ядра | Распространённость изотопа в природе | Диапазон изменения изотопной распространённости в природе |
| -------------- | ------------------- | ------------------- | ------------------------ | ----------------------------- | ---------------- | --------------- | -------------------- | ------------------------------------ | --------------------------------------------------------- |
| 8C             | 6                   | 2                   | 8,037 643 ± (20)         | 3,5(14)⋅10−21 с [230(50) кэВ] | 2p               | 6Be             | 0+                   |                                      |                                                           |
| 9C             | 6                   | 3                   | 9,0 310 372 ± (23)       | 126,5(9) мс                   | β+, p (61,6 %)   | 8Be             | 3/2−                 |                                      |                                                           |
| 9C             | 6                   | 3                   | 9,0 310 372 ± (23)       | 126,5(9) мс                   | β+, α (38,4 %)   | 5Li             | 3/2−                 |                                      |                                                           |
| 10C            | 6                   | 4                   | 10,01 685 322(8)         | 19,3011(15) с                 | β+               | 10B             | 0+                   |                                      |                                                           |
| 11C            | 6                   | 5                   | 11,01 143 260(6)         | 20,3402(53) мин               | β+ (99,79 %)     | 11B             | 3/2−                 |                                      |                                                           |
| 11C            | 6                   | 5                   | 11,01 143 260(6)         | 20,3402(53) мин               | ЭЗ (0,21 %)      | 11B             | 3/2−                 |                                      |                                                           |
| 12C            | 6                   | 6                   | 12 по определению        | стабилен                      | стабилен         | стабилен        | 0+                   | [0,9884, 0,9904]                     |                                                           |
| 13C            | 6                   | 7                   | 13,00 335 483 534(25)    | стабилен                      | стабилен         | стабилен        | 1/2−                 | [0,0096, 0,0116]                     |                                                           |
| 14C            | 6                   | 8                   | 14,0 032 419 890(4)      | 5,70(3)⋅103 года              | β−               | 14N             | 0+                   | следовые количества                  | <10−12                                                    |
| 15C            | 6                   | 9                   | 15,0 105 993(9)          | 2,449(5) с                    | β−               | 15N             | 1/2+                 |                                      |                                                           |
| 16C            | 6                   | 10                  | 16,014 701(4)            | 750(6) мс                     | β−, n (99,0 %)   | 15N             | 0+                   |                                      |                                                           |
| 16C            | 6                   | 10                  | 16,014 701(4)            | 750(6) мс                     | β− (1,0 %)       | 16N             | 0+                   |                                      |                                                           |
| 17C            | 6                   | 11                  | 17,022 579(19)           | 193(6) мс                     | β− (71,6 %)      | 17N             | 3/2+                 |                                      |                                                           |
| 17C            | 6                   | 11                  | 17,022 579(19)           | 193(6) мс                     | β−, n (28,4 %)   | 16N             | 3/2+                 |                                      |                                                           |
| 18C            | 6                   | 12                  | 18,02 675(3)             | 92(2) мс                      | β− (68,5 %)      | 18N             | 0+                   |                                      |                                                           |
| 18C            | 6                   | 12                  | 18,02 675(3)             | 92(2) мс                      | β−, n (31,5 %)   | 17N             | 0+                   |                                      |                                                           |
| 19C            | 6                   | 13                  | 19,03 480(11)            | 46,2(23) мс                   | β−, n (47 %)     | 18N             | 1/2+                 |                                      |                                                           |
| 19C            | 6                   | 13                  | 19,03 480(11)            | 46,2(23) мс                   | β− (46 %)        | 19N             | 1/2+                 |                                      |                                                           |
| 19C            | 6                   | 13                  | 19,03 480(11)            | 46,2(23) мс                   | β−, 2n (7 %)     | 17N             | 1/2+                 |                                      |                                                           |
| 20C            | 6                   | 14                  | 20,04 026(25)            | 16(3) мс                      | β−, n (70 %)     | 19N             | 0+                   |                                      |                                                           |
| 20C            | 6                   | 14                  | 20,04 026(25)            | 16(3) мс                      | β−, 2n (<18,6 %) | 18N             | 0+                   |                                      |                                                           |
| 20C            | 6                   | 14                  | 20,04 026(25)            | 16(3) мс                      | β− (>11,4 %)     | 20N             | 0+                   |                                      |                                                           |
| 21C            | 6                   | 15                  | 21,04 900(64)#           | <30 нс                        | n                | 20C             | 1/2+#                |                                      |                                                           |
| 22C            | 6                   | 16                  | 22,05 755(25)            | 6,2(13) мс                    | β−, n (61 %)     | 21N             | 0+                   |                                      |                                                           |
| 22C            | 6                   | 16                  | 22,05 755(25)            | 6,2(13) мс                    | β−, 2n (<37 %)   | 20N             | 0+                   |                                      |                                                           |
| 22C            | 6                   | 16                  | 22,05 755(25)            | 6,2(13) мс                    | β− (>2 %)        | 22N             | 0+                   |                                      |                                                           |

1. ↑  Используется для позитронно-эмиссионной томографии.
2. ↑  Атомная единица массы определяется как 1⁄12 массы свободного покоящегося атома углерода 12C, находящегося в основном состоянии.
3. ↑  Используется для радиоуглеродного датирования

### Пояснения к таблице
- Индексами 'm', 'n', 'p' (рядом с символом) обозначены возбужденные изомерные состояния нуклида.

- Символами, выделенными жирным шрифтом, обозначены стабильные продукты распада. Символами, выделенными жирным курсивом, обозначены радиоактивные продукты распада, имеющие периоды полураспада, сравнимые с возрастом Земли или превосходящие его и вследствие этого присутствующие в природной смеси.

- Значения, помеченные решёткой (#), получены не из одних лишь экспериментальных данных, а (хотя бы частично) оценены из систематических трендов у соседних нуклидов (с такими же соотношениями Z и N). Неуверенно определённые значения спина и/или чётности заключены в скобки.

- Погрешность приводится в виде числа в скобках, выраженного в единицах последней значащей цифры, означает одно стандартное отклонение (за исключением распространённости и стандартной атомной массы изотопа по данным ИЮПАК, для которых используется более сложное определение погрешности). Примеры: 29770,6(5) означает 29770,6 ± 0,5; 21,48(15) означает 21,48 ± 0,15; −2200,2(18) означает −2200,2 ± 1,8.

## Изотоп14C
Помимо стабильных изотопов углерода в природе встречается радиоактивный изотоп 14C (радиоуглерод). Он образуется при облучении 14N нейтронами по следующей реакции:
{\displaystyle \mathrm {{}_{7}^{14}N} +\mathrm {{}_{0}^{1}n} \rightarrow \mathrm {{}_{6}^{14}C} +\mathrm {{}_{1}^{1}H} .}
Кроме азотной реакции, 14C может образовываться при нейтронном облучении изотопа кислорода 17O по реакции 17
8O + n → 14
6C + α, однако в атмосфере содержание 17O крайне мало и этот путь образования 14C учитывается только в ядерных технологиях.
В природе 14C образуется в атмосфере из атмосферного азота-14 под действием космического излучения. С небольшой скоростью углерод-14 образуется и в земной коре.
Равновесное содержание 14C в земной атмосфере и биосфере по отношению к стабильному углероду составляет ~10−12. С начала активного использования ископаемого топлива (угля, нефти, газа) в атмосферу постоянно поступает углекислый газ, не содержащий радиоуглерода (распавшегося за миллионы лет), что приводит к постепенному уменьшению отношения 14C/12C в атмосфере; однако это разбавление атмосферного углерода нерадиоактивным ископаемым углеродом (так называемый эффект Зюсса) привело за всё время с начала индустриализации (XVIII век) к уменьшению удельной активности 14C в атмосфере лишь на 1,5…2,5 %, а в океанах удельная активность 14C уменьшилась лишь на 0,2 %. Значительно более существенное и резкое изменение, начавшееся в 1945 году, связано с ядерными и особенно термоядерными взрывами в атмосфере, создающими большой поток нейтронов и превращающими атмосферный азот-14 в углерод-14 по вышеприведённой реакции. Этот эффект достиг максимума в середине 1960-х; общее содержание 14C в тропосфере Северного полушария увеличилось почти вдвое. После запрета ядерных испытаний в атмосфере тропосферное содержание 14C стало быстро уменьшаться (двукратное снижение каждые 12—16 лет) вследствие прихода к равновесию тропосферного резервуара с океаном, который обладает значительно большей ёмкостью, чем атмосфера, и почти не был затронут «бомбовым» радиоуглеродом. К настоящему времени атмосферное содержание 14C практически вернулось к значениям доядерной эры, составлявшим (на 1950 год, в пересчёте на удельную активность 14C), 226 Бк на 1 кг атмосферного углерода.
Образование 14C при ядерных взрывах стало одним из значимых факторов радиационного загрязнения, поскольку углерод участвует в обмене веществ живого организма и может накапливаться в нем.

### Радиоуглеродный анализ
Измерение радиоактивности органических веществ растительного и животного происхождения, обусловленной изотопом 14C, применяется для радиоуглеродного анализа возраста старинных предметов и природных образцов. Темп образования 14C в атмосфере Земли в каждый конкретный год измерен по содержанию данного изотопа в образцах с известными датировками, в различных годичных кольцах деревьев и пр. Поэтому и доля 14C в углеродном балансе тоже известна. Живой организм, поглощая углерод, поддерживает баланс 14C идентичным с окружающим миром. После гибели обновление углерода прекращается, и доля 14C постепенно уменьшается вследствие радиоактивного распада. Определяя количество 14C в образце, учёные могут оценить, как давно жил этот организм.

## Стандарты изотопного состава углерода
Для описания изотопного состава углерода применяется стандарт PDB, название которого происходит от белемнитов из формации Peedee в Южной Каролине (США). Эти белемниты были выбраны в качестве стандарта по причине очень однородного изотопного состава.

## Фракционирование изотопов углерода в природе
В природе разделение изотопов углерода интенсивно происходит при относительно низких температурах. Растения при фотосинтезе избирательно поглощают лёгкий изотоп углерода. Степень фракционирования зависит от биохимического механизма связывания углерода. Большинство растений интенсивно накапливают 12C, и относительное содержание этого изотопа в их составе на 15—25 ‰ выше, чем в атмосфере. В то же время злаковые растения, наиболее распространённые в степных ландшафтах, слабо обогащены 12C и отклоняются от состава атмосферы лишь на 3—8 ‰
Фракционирование изотопов углерода происходит при растворении CO2 в воде и его испарении, кристаллизации и т. п.
Большое число научных работ посвящено изотопному составу углерода алмазов.